# Robb általános iskolai lövöldözés
2022. május 24-én tömeggyilkosságra került sor a Texas államban található Uvaldeban, a Robb Általános Iskolában (Robb Elementary School), amikor a 18 éves Salvador Ramos 21 embert lőtt le. A halálos áldozatok között 19 diák és 2 felnőtt volt. Korábban ugyanazon a napon a támadó a saját nagyanyjára lőtt fegyverrel. Ez volt a legtöbb halálos áldozatot követelő iskolai lövöldözés a modern texasi történelemben, a legtöbb áldozattal járó 2012 óta az országban és összességében a 27. iskolai lövöldözés 2022-ben az Egyesült Államokban.

## Háttérinformációk
Az iskolának körülbelül 600, második–negyedik osztályos diákja van, többségük latin-amerikai származású.
A lövöldözés idején számos biztonsági intézkedés volt érvényben, beleértve négy, az iskolai körzetben dolgozó rendőrt, valamint a bejáratoknál és a parkolóknál járőröző biztonsági személyzetet.

## Lövöldözés

Uvalde megye térképe

Nem sokkal 11:30 előtt Ramos meglőtte nagyanyját uvaldei otthonukban. Az áldozatot kórházba szállították helikopterrel.
Miután egy fekete autót egy közeli árokba vezetett, a lövöldöző állítólag helyi idő szerint 11:30 körül lépett be az iskolába. A rendőrség elmondása szerint a lövöldözés ezután mindössze két perccel később kezdődött. Az iskola Facebook-bejegyzése szerint az iskolát 11 óra 43 perckor lezárták, mert lövéseket hallottak a környéken. Ramos – aki a rendőrség szerint testpáncélt, hátizsákot és teljesen fekete ruházatot viselt, miközben egy kézifegyvert, egy AR-15 típusú puskát és nagy kapacitású lőtárakat vitt magával – meglőtt egy rendőrt, aki megpróbálta megakadályozni, hogy belépjen az épületbe. Miközben a UCISD tisztjei tüzet nyitottak Ramosra, az amerikai határőrség taktikai egységének ügynökei a hatóságok segítségkérésére az iskolához érkeztek; ők is tűzpárbajba kezdtek Ramosszal, és az egyik ügynök fejsérüléseket szenvedett. Végül az egyik ügynök lelőtte és megölte Ramost.
A lövöldözés kevesebb, mint két héttel a New York állambeli Buffalóban történt tömeges lövöldözés után történt, amely tíz áldozatot követelt.

### Idővonal
| Időpont | Esemény |
| ------- | --- |
| 11:27   | Egy videófelvételen látható, ahogy egy tanár kitámasztja az iskola egyik külső ajtaját. |
| 11:28   | Ramos autóját egy árokba vezette, mielőtt felfegyverezve elhagyta volna. |
| 11:30   | Az első 911-hívás a uvaldei rendőrségre. Az egyik tanár kezdeményezte a hívást. |
| 11:31   | Ramos, aki ekkor az iskolán kívül tartózkodott, elkezdett belőni termekbe. Megérkeznek az első rendőrök. |
| 11:33   | Ramos egy kitámasztott ajtón át bejut az iskolába, és lövöldözni kezd az egymással összeköttetésben lévő 111-es és 112-es termekben. |
| 11:35   | Hét rendőr belép az iskolába. Hárman megközelítik a termet, amelyben Ramos tartózkodik, ketten megsérülnek. |
| 11:42   | Egy tanár üzenetet küld valakinek, hogy egy lövöldözés van az iskolában. |
| 11:43   | Az iskola bejelenti a Facebook-oldalán, hogy lezárták az intézményt, a környéken történt lövöldözés miatt, kiemelve, hogy a diákok és a tanárok biztonságban vannak az épületben. |
| 11:44   | A rendőrség több embert kérnek és elkezdik evakuálni az iskolát. |
| 12:03   | Tizenkilenc rendőr összegyűlt a folyosón az osztályterem előtt, de nem lépnek be, mert Pete Arredondo parancsnok lövöldözés helyett barikádolt helyzetként kezelte az incidenst. Arredondo úgy érezte, hogy több élet már nincs veszélyben és biztosra akart menni, hogy elég erőforrása van, mielőtt belép a terembe. |
| 12:03   | Egy lány tanuló felhívja a 911-et a 112-es teremből. 83 másodperc után megszakítja a hívást. |
| 12:10   | Az első marsallok megérkeznek a helyszínre. |
| 12:13   | Egy tanuló a 112-es teremből felhívja a 911-et, több halott gyerekről beszélt. |
| 12:15   | A határvédelem néhány tagja megérkezik az iskolába taktikai pajzsokkal. |
| 12:16   | Ugyanaz a tanuló hívást kezdeményez a 112-es teremből, immár harmadjára, azt jelentve, hogy nyolc vagy kilenc diák még életben van. |
| 12:17   | Az iskola bejelenti Facebook-oldalán, hogy aktív lövöldözés folyik az épületben. |
| 12:19   | Egy diák a 111-es teremből felhívja a 911-et, de megszakítja a hívást mikor egy másik tanuló erre felszólítja. |
| 12:21   | Egy hívásban három lövést lehet hallani. |
| 12:36   | Ugyanaz a diák a 112-es teremből ismét felhívja a 911-et, azt mondva, hogy Ramos rálőtt egy ajtóra. A diszpécser felkéri, hogy maradjon csöndben és ne függessze fel a hívást. |
| 12:43   | Egy diák a 112-es teremben felhívja a 911-et és arra kéri őket, hogy azonnal küldjenek rendőröket. |
| 12:46   | Egy diák a 112-es teremben azt mondja, hogy hallja a rendőrséget a szomszéd szobából. |
| 12:47   | A diák a 112-es teremben ismét arra kéri a 911-et, hogy azonnal küldjenek rendőröket. |
| 12:50   | A szövetségi kormány rendőrsége a takarító kulcsát használja, hogy bejussanak a belülről bezárt terembe. Ramos egy szekrényben bújt el, ahonnan kiugrott, mikor a rendőrség behatolt a terembe. Elkezdett lőni a tisztekre, akik megölték.                                                                             |

## Áldozatok
A megölt gyerekek második, harmadik és negyedik osztályosok voltak, 7 és 10 év közöttiek. Ketten a kórházba érkezve haltak meg. Összesen 13 gyereket szállítottak a Uvalde Memorial Kórházba, az intézmény vezérigazgatója szerint. Más áldozatokat a San Antonió-i Egyetemi Kórházba vittek. Greg Abbott kormányzó elmondása szerint két rendőrt is meglőttek, de nem voltak életveszélyes sérüléseik.
A két elhunyt tanár és tizenkilenc diák listája:
| - Uziyah Garcia, 9 - Xavier Javier Lopez, 10 - Jose Flores, 10 - Miranda Mathis, 11 - Eva Mireles, 44 - Ellie Garcia, 10 - Tess Marie Mata, 10 | - Eliahana “Elijah” Cruz Torres, 10 - Annabell Guadalupe Rodriguez, 10 - Irma Garcia, 48 - Nevaeh Bravo, 10 - Makenna Elrod, 10 - Maite Yuleana Rodriguez, 10 - Alithia Ramirez, 10 | - Jayce Carmelo Luevanos, 10 - Jailah Nicole Silguero, 11 - Rogelio Torres, 10 - Alexandria “Lexi” Aniyah Rubio, 10 - Amerie Jo Garza, 10 - Jackie Cazares, 10 - Layla Salazar, 10 |

## Elkövető
Salvador Rolando Ramos (Észak-Dakota, 2004. május 16. – Uvalde, 2022. május 24.) Észak-Dakotában született és Uvalde-ben élt, a helyi középiskola tanulója volt. Barátjai és családja szerint ő és anyja, aki gyakran használt drogokat, sokszor veszekedtek. Osztálytársai véleménye szerint dadogott és pösze volt, amiért sokat zaklatták gyerekkorában. Gyakran verekedett össze osztálytársakkal és nagyon kevés barátja volt. Nem sikerült volna befejeznie a középiskolát 2022-ben, mert nem járt be eleget órára. A Wendy’s étteremláncnál dolgozott egy évig, de egy hónappal a lövöldözés előtt otthagyta munkáját. Főnöke, Adrian Mendez szerint Ramos mindig egyedül volt és ezt próbálta fenntartani, amennyire csak lehetett.
Egy évvel a lövöldözés előtt Ramos elkezdett megosztani képeket fegyverekről Instagramon, amelyeket a „kívánságlistájának” részeként tüntetett fel. 2022. május 16-án, 18. születésnapján, mindössze nyolc nappal a lövöldözés előtt vett két félautomata fegyvert a Daniel Defense online webáruházon keresztül, amelyeket Instagram oldalán ismét megosztott, három nappal a tömeggyilkosság előtt.

## Reakciók
Joe Biden amerikai elnök a nemzethez intézett beszédében úgy fogalmazott: „Nemzetként meg kell kérdeznünk, hogy az Isten szerelmére mikor fogunk szembeszállni a fegyverlobbival... Elegem van belőle – cselekednünk kell.” 
Bill Clinton és Barack Obama volt amerikai elnök, valamint Justin Trudeau kanadai miniszterelnök nyilatkozatot tett közzé az eseményekre reagálva.  

## Fordítás
- Ez a szócikk részben vagy egészben  a   Robb Elementary School shooting című egyszerűsített angol Wikipédia-szócikk ezen változatának fordításán alapul.  Az eredeti cikk szerkesztőit annak laptörténete sorolja fel. Ez a jelzés csupán a megfogalmazás eredetét és a szerzői jogokat jelzi, nem szolgál a cikkben szereplő információk forrásmegjelöléseként.